# Azufral
L'Azufral o Azufral de Túquerres és un estratovolcà que es troba al departament de Nariño, al sud-est de Colòmbia, a 12 km a l'est de ciutat de Túquerres. El volcà es considera semi-innactiu, però al cim del seu cràter hi ha nombroses fumaroles. El cim es troba a 4.070 msnm. En la cara nord-oest del cràter hi ha un llac, en forma de mitja lluna, anomenat Laguna Verde que es troba a 3.970 m i que fa 1.100 metres de llarg per 600 d'ample.
El volcà es troba dins la Reserva Natural del Azufral, creada el 1990, i que té una extensió de 5.800 hectàrees. L'accés al volcà és lliure i una carretera t'acosta fins a 2 km del cim.